# 650 до н. е.

## Події
- Військова кампанія Ашшурбаніпала у Вавилонії проти заколотників. Облога Вавилону, Борсіппи, Сіппару.
- Кімерійці під проводом Дугдамме розбили союзну армію лідійців та Ефесу.